# Função completamente multiplicativa
Na teoria dos números, as funções de inteiros positivos que respeitam os produtos são importantes e são chamadas de funções completamente multiplicativas ou funções totalmente multiplicativas. Uma condição mais fraca também é importante, respeitando apenas produtos de números de coprimos, e tais funções são chamadas de funções multiplicativas. Fora da teoria dos números, o termo "função multiplicativa" é frequentemente considerado sinônimo de "função completamente multiplicativa", conforme definido neste artigo.

## Definição
Uma função completamente multiplicativa (ou função totalmente multiplicativa) é uma função aritmética (ou seja, uma função cujo domínio são os números naturais), tal que f(1) = 1 e f(ab) = f(a)f(b) vale para todos os inteiros positivos a e b.
Sem a exigência de que f(1) = 1, ainda se poderia ter f(1) = 0, mas então f(a) = 0 para todos os inteiros positivos a, portanto, esta não é uma restrição muito forte.
A definição acima pode ser reformulada usando a linguagem da álgebra: Uma função completamente multiplicativa é um homomorfismo do monóide {\displaystyle (\mathbb {Z} ^{+},\cdot )} (ou seja, os inteiros positivos sob multiplicação) para algum outro monóide.

## Exemplos
O exemplo mais fácil de uma função completamente multiplicativa é um monômio com coeficiente líder 1: Para qualquer inteiro positivo particular n, defina f(a) = an. Então f(bc) = (bc)n = bncn = f(b)f(c) e f(1) = 1n = 1.
A função de Liouville é um exemplo não trivial de uma função completamente multiplicativa, assim como os caracteres de Dirichlet, o símbolo de Jacobi e o símbolo de Legendre.

## Propriedades
Uma função completamente multiplicativa é completamente determinada por seus valores nos números primos, uma consequência do teorema fundamental da aritmética. Assim, se n é um produto de potências de primos distintos, digamos n = pa qb ..., então f(n) = f(p)a f(q)b ...
Enquanto a convolução de Dirichlet de duas funções multiplicativas é multiplicativa, a convolução de Dirichlet de duas funções completamente multiplicativas não precisa ser completamente multiplicativa.
Há uma variedade de afirmações sobre uma função que são equivalentes a ela ser completamente multiplicativa. Por exemplo, se uma função f é multiplicativa, então ela é completamente multiplicativa se e somente se seu inverso de Dirichlet for {\displaystyle \mu \cdot f} onde {\displaystyle \mu } é a função de Möbius.
Funções completamente multiplicativas também satisfazem uma lei distributiva. Se f é completamente multiplicativo, então
{\displaystyle f\cdot (g*h)=(f\cdot g)*(f\cdot h)}
onde * representa o produto Dirichlet e {\displaystyle \cdot } representa a multiplicação pontual. Uma consequência disso é que para qualquer função completamente multiplicativa f alguém tem
{\displaystyle f*f=\tau \cdot f}
que pode ser deduzido do acima, colocando ambos {\displaystyle g=h=1}, onde {\displaystyle 1(n)=1} é a função constante. Aqui, {\displaystyle \tau } é a função divisor.

### Prova de propriedade distributiva
{\displaystyle {\begin{aligned}f\cdot \left(g*h\right)(n)&=f(n)\cdot \sum _{d|n}g(d)h\left({\frac {n}{d}}\right)=\\&=\sum _{d|n}f(n)\cdot (g(d)h\left({\frac {n}{d}}\right))=\\&=\sum _{d|n}(f(d)f\left({\frac {n}{d}}\right))\cdot (g(d)h\left({\frac {n}{d}}\right)){\text{ (já que }}f{\text{ é completamente multiplicativa) }}=\\&=\sum _{d|n}(f(d)g(d))\cdot (f\left({\frac {n}{d}}\right)h\left({\frac {n}{d}}\right))\\&=(f\cdot g)*(f\cdot h).\end{aligned}}}

### Série Dirichlet
A função L da série de Dirichlet completamente (ou totalmente) multiplicativa {\displaystyle a(n)} satisfaz
{\displaystyle L(s,a)=\sum _{n=1}^{\infty }{\frac {a(n)}{n^{s}}}=\prod _{p}{\biggl (}1-{\frac {a(p)}{p^{s}}}{\biggr )}^{-1},}
o que significa que a soma de todos os números naturais é igual ao produto de todos os números primos.